# Assassinats a Caiena
Assassinats a Caiena (títol original en francès, Meurtres à Cayenne) és un telefilm francès de la col·lecció Assassinats a ..., escrit per Apsita Berthelot-Cissé i Sabine Dabadie i dirigit per Marc Barrat. Es va emetre per primera vegada a Bèlgica el 29 de març de 2020 al canal La Une, i va arribar al canal francès France 3 el 14 de novembre del mateix any. S'ha doblat i subtitulat al català.
La pel·lícula es va rodar des del 17 de juliol al 13 d'agost de 2019 a la Guaiana Francesa, més concretament a Caiena, a Awala-Yalimapo i a les illes de la Salvació. 260 figurants locals van participar en el rodatge.